# Dedee Pfeiffer
Dedee Pfeiffer né Dorothy Diane Pfeiffer est une actrice américaine née le 1er janvier 1964 à Midway City, Californie.

## Biographie
Elle est la sœur cadette de Michelle Pfeiffer, et a entretenu une relation amoureuse avec l'acteur George Clooney.

## Filmographie

### Cinéma
- 1985 : Série noire pour une nuit blanche de John Landis : une prostituée
- 1986 : Vamp de Richard Wenk : Amaretto
- 1987 : The Allnighter de Tamar Simon Hoffs : Val
- 1989 : House III de James Isaac : Bonnie McCarthy
- 1990 : Tante Julia et le scribouillard de Jon Amiel : Nellie
- 1990 : Red Surf de H. Gordon Boos : Rebecca
- 1991 : Frankie and Johnny de Garry Marshall : la cousine de Frankie
- 1991 : Providence de David Mackay
- 1993 : Running Cool de Ferd Sebastian et Beverly Sebastian : Michele
- 1993 : Chute Libre de Joel Schumacher : Sheila Folsom
- 1995 : Rêves de famille (My Family) de Gregory Nava : Karen Gillespie
- 1996 : Personnel et confidentiel de Jon Avnet : Luanne Atwater
- 2007 : Alien vs Hunter : Hilary
- 2007 : Le Prince et le Pauvre de James Quattrochi : Harlin
- 2011 : L.A., I Hate You d'Yvan Gauthier : La directrice de casting

### Télévision
- 1994 : Arabesque : Meurtre en blanc (saison 10, épisode 10)
- 1994 : Seinfeld : Victoria : (saison 5, épisode 22)

- 2002 : Friends épisode 3, saison 9
- 2004 : Blue Demon (TV)
- 2005-2006 : Dead Zone (TV) : Linda Finney
- 2006 : L'Intuition d'une mère (Seventeen & Missing) (TV)
- 2007 : Burn Notice : Cara Stagner (saison 1, épisode 3) (TV)
- 2008 : Urgences (TV)
- 2008 : Voyage au centre de la Terre (Journey To The Center of The Earth) de Davey Jones et Scott Wheeler : Emily Radford
- 2009 : Supernatural (TV) : Kate Milligan
- 2010 : Vacances en famille de Bradford May
- 2020 : Big Sky : Denise Brisbane